# تل قلعه گلی
تل قلعه گلی مربوط به دوران‌های تاریخی پس از اسلام است و در شهرستان لارستان، روستای کاریان واقع شده و این اثر در تاریخ ۲۵ اسفند ۱۳۷۹ با شمارهٔ ثبت ۳۴۳۲ به‌عنوان یکی از آثار ملی ایران به ثبت رسیده است.